# J.C. Jacobsens Have
J.C. Jacobsens Have er en offentlig park beliggende i Carlsberg Byen, København.

## Historie
J.C. Jacobsen grundlagde af Carlsberg og haven var oprindelig J.C. Jacobsens private have ud til hans villa, der i dag huser Carlsberg Akademi. Havens udseende er skabt af landskabsarkitekt Rudolph Rothe. I mange år var haven lukket og kun åben for Carlsbergs medarbejdere og gæster, men da bryggeriet besluttede at indstille produktionen i Valby, blev parken i 2009 åbnet for offentligheden, hvor den også blev fredet.

## Parken
I dag har haven mange forskellige træer og helt op til 77 forskellige planter. Haven er blevet sammenlignet med Central Park på grund af dens placering mellem Højhusene i Carlsberg Byen.